# Friedrich Klein-Chevalier

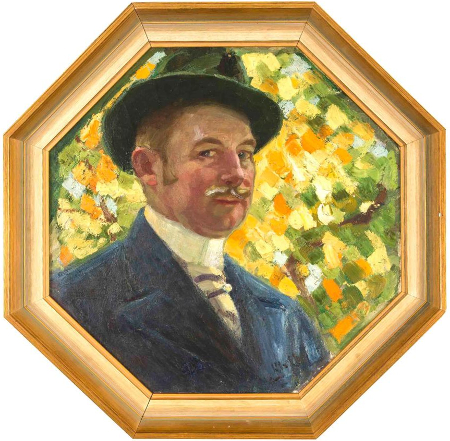
Selbstporträt

Friedrich Klein-Chevalier (* 18. Juni 1861 in Düsseldorf; † 14. März 1938 in Wiesbaden) war ein deutscher Historien- und Porträtmaler der Düsseldorfer Schule.

## Leben
Nach einer militärischen Ausbildung studierte Klein-Chevalier von 1884 bis 1886 an der Kunstakademie Düsseldorf bei dem Historienmaler Peter Janssen d. Ä. sowie bei dem Architekten und Kunstgewerbler Adolf Schill, die seine Begabung für monumentale und dekorative Aufgaben förderten. Frühe Anerkennung brachten ihm Aufträge für Wand- und Tafelbilder, Theatervorhänge, Allegorien und Historienbilder. 1892 beteiligte er sich an einem Wettbewerb um die Ausmalung des Ratssaals im Düsseldorfer Rathaus, bei dem er einen Entwurf für ein monumentales Wandbild unter dem Titel Jan Wellem begutachtet Pläne zum Schlossbau für die Neustadt eingereicht hatte. Sein Entwurf wurde mit dem zweiten Preis geehrt. Zwischen 1894 und 1899 durfte er ihn an einer Längswand des Saales realisieren. Ein Romaufenthalt 1893/94 und die Besichtigung von Kunstwerken Raffaels und Michelangelos wurden für ihn zu einem Schlüsselerlebnis. Unter diesem Eindruck schuf er das Werk Tod der Agrippina, Mutter des Nero. Eine New-York-Reise 1897 begründete seinen Ruhm als Porträtist, der sich in Deutschland mit Aufträgen aus Adel und Großbürgertum fortsetzte.
Nach seiner Heirat mit der Industriellentochter Else Levinstein (1879–1939) zog er 1901 nach Berlin. Das Paar bekam drei Kinder. Zunehmend beschäftigte sich Klein-Chevalier, dem der Titel eines Professors verliehen wurde, dort mit der Freilichtmalerei, auch in Seebädern an Nord- und Ostsee und während der Italienaufenthalte. 1907 erwarb der gefeierte Malerfürst die Villa Marmigliano bei Florenz, die er dem preußischen Kultusministerium für Stipendien an Meisterschüler der Düsseldorfer Akademie zur Verfügung stellte. 1909 kamen Wolfgang Pagenstecher, Emil Frische und Hans Deiker in den Genuss dieser Förderung. Der Zusammenbruch der Monarchie am Ende des Ersten Weltkriegs bedeutete auch für Klein-Chevalier einen ökonomischen Niedergang. Ab 1920 lebte er in Goslar, wo er 1923 seinen letzten Großauftrag zur Tausendjahrfeier der Stadt erhielt, und am Kurfürstendamm 4 in Berlin. Nach 1922 zog er wieder nach Florenz, wo er nahezu ausschließlich nur noch monumentale Blumenbilder malte. 1935 kehrte er nach Deutschland zurück, wo er 1938 in Wiesbaden starb.
Seine aus jüdischer Familie stammende Ehefrau verstarb 1939, kurz bevor sie im Zuge der nationalsozialistischen  Judenverfolgung deportiert werden sollte. Klein-Chevaliers Enkel war der Schauspieler und Synchronsprecher Michael Chevalier.

## Werke (Auswahl)

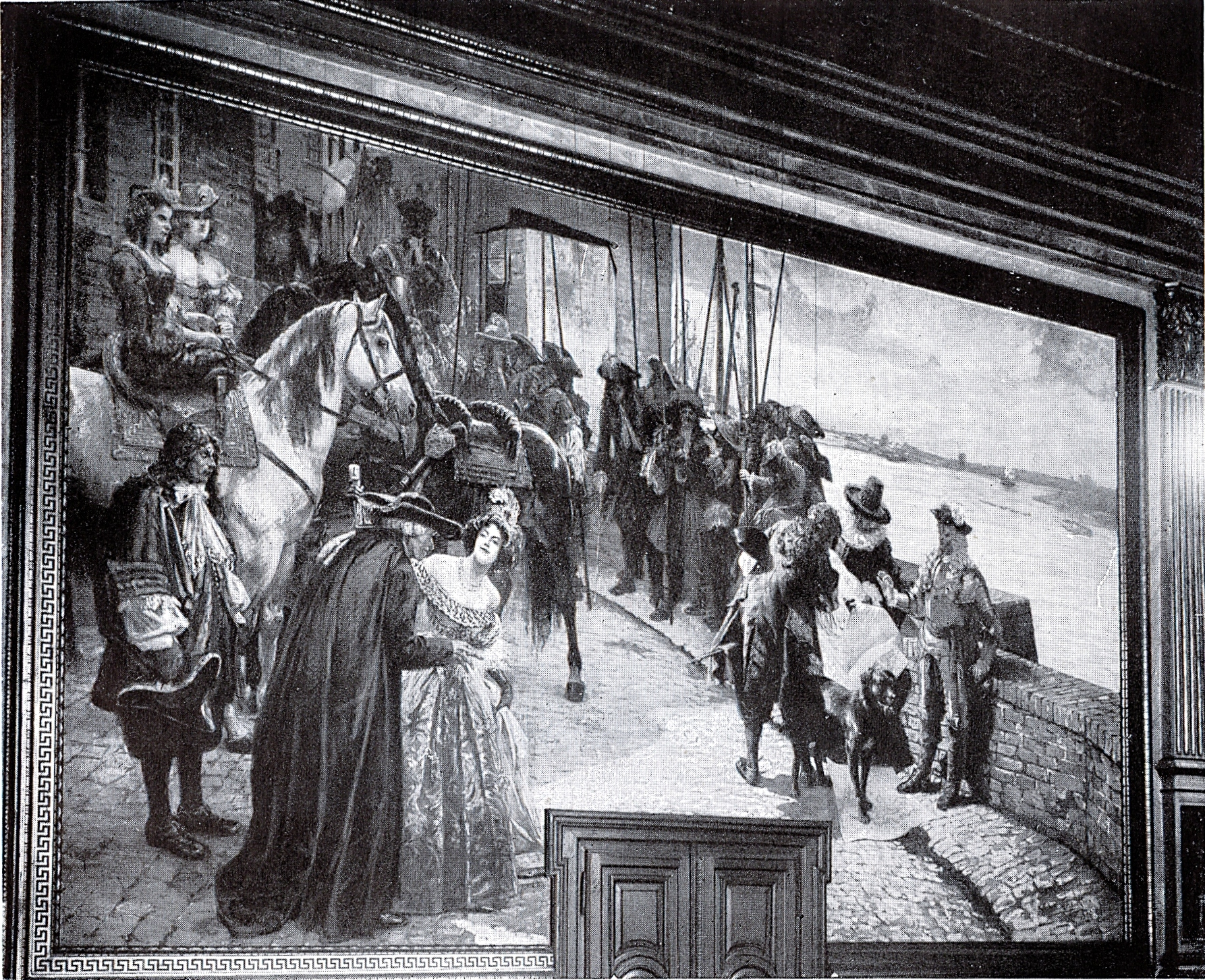
Foto des Wandbildes Jan Wellem begutachtet Pläne zum Schlossbau für die Neustadt, 1892

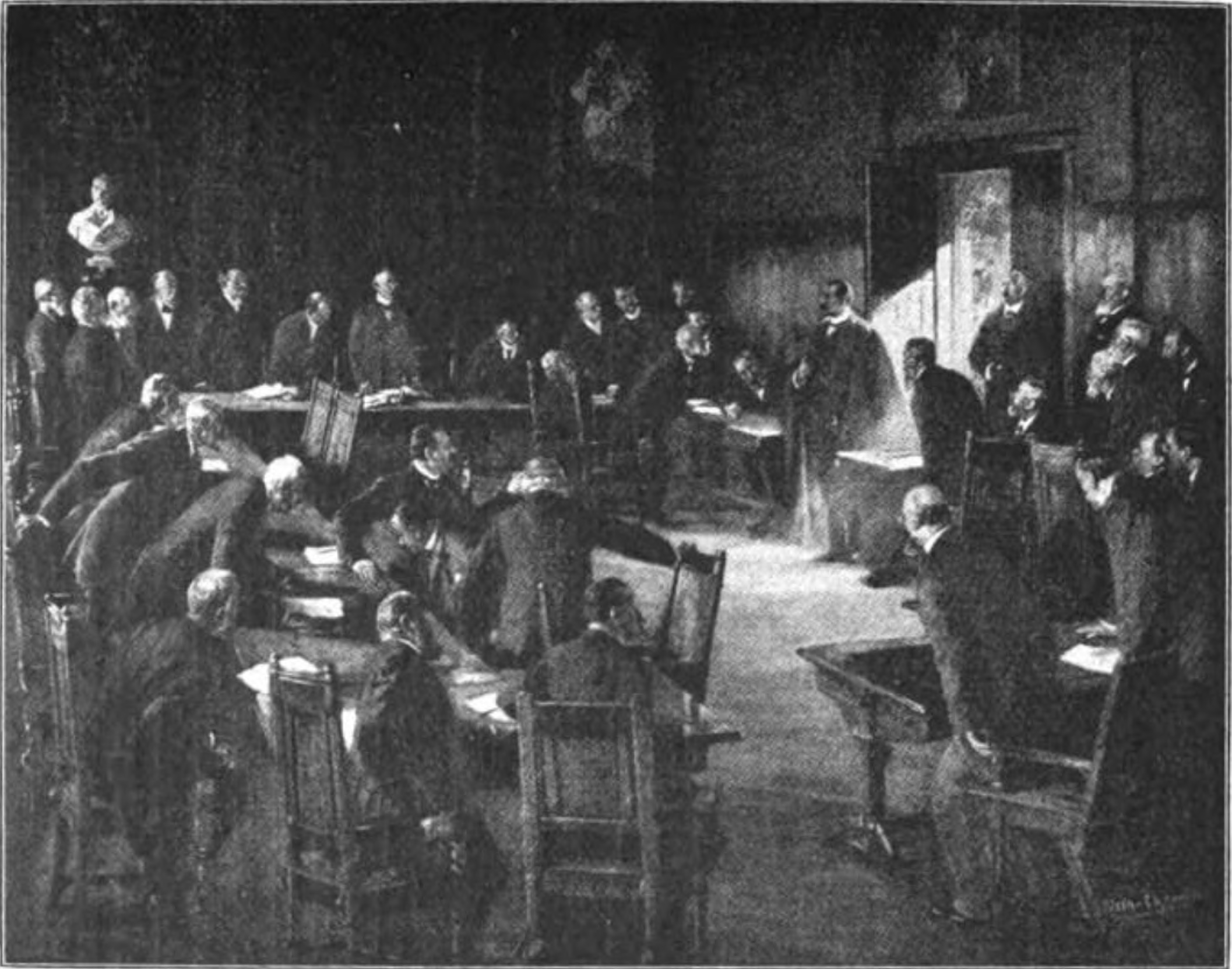
Foto des Wandbildes Besuch Kaiser Wilhelms II. mit Krupp im Stadtverordnetenkollegium zu Essen, 1898

- Vorhang des Krefelder Stadttheaters
- Die Einweihung des Niederwald-Denkmals, Wandgemälde im Rathaussaal Mönchengladbach
- Vorhang des Essener Stadttheaters
- Dekorationen und Wandbilder im Hotel zum Löwen, Düsseldorf
- Jan Wellem begutachtet Pläne zum Schlossbau für die Neustadt, Wandgemälde für den Ratssaal in Düsseldorfer Rathaus, Entwurf 1892, Ausführung zwischen 1894 und 1899, Zerstörung durch einen Luftangriff im Zweiten Weltkrieg
- Ausmalung des Sitzungssaals im Oberbergamt Halle
- Die Rückkehr des ersten Kurfürsten nach Kassel im November 1813, 1893–1897
- Tod der Agrippina, der Mutter Neros, 1893/1894 in Rom geschaffen
- Kuppel- und Glasgemälde zur Berliner Gewerbeausstellung 1896
- Morgengrauen im Spielsaal von Ostende
- Besuch Kaiser Wilhelms II. mit Krupp im Stadtverordnetenkollegium zu Essen, 1898, Wandgemälde im Ratssaal Essen[5]
- Dame im Schnee, um 1898[6]
- Entwurf für die Ausschmückung des Festsaals im Rathaus Altona, 1899
- Emil von Behring, Porträt, 1903.
- Wilhelm II. Kaiserporträt in der Aula der Handelshochschule Berlin, 1908[7]
- Meeresbrausen. Ölgemälde, 1913.